# Верхньосадова (станція)
Верхньосадова (до 1952 — Бєльбє́к, крим. Belbek) — проміжна залізнична станція Кримської дирекції Придніпровської залізниці на лінії Джанкой — Севастополь між зупинними пунктами Платформа 1509 км (4 км) та Платформа 1518 км (6 км). Розташована за 1,5 км від однойменного села, що входить до складу Нахімовського району Севастопольської міської ради.

## Історія
Станція виникла 1875 року під час будівництва Лозово-Севастопольської залізниці.
У 1972 році електрифікована постійним струмом (= 3кВ) в складі ділянки Сімферополь — Севастополь.

## Пасажирське сполучення
На станції зупиняються лише приміські електропоїзди сполученням Сімферополь — Севастополь.